# Імідазол

Імідазол

Імідазо́л — алкалоїд, органічна гетероциклічна сполука, п'ятичленний цикл з двома атомами Нітрогену і трьома атомами Карбону в циклі.
Похідні імідазолу широко застосовують у фармації: 2-нітроімідазол (азоміцин) — природний антибіотик, метронідазол — антимікробний препарат, біфоназол, клотримазол, люліконазол — антимікотичні препарати. Імідазольний цикл містять деякі циклічні уреїди (парабанова кислота, гідантоїн).

Імідазол входить до складу амінокислоти гістидину та продукту її декарбоксилування — гістаміну.
Завдяки прототропній таутомерії 3- і 5‑заміщені піразоли або 4- і 5-заміщені імідазоли взаємоперетворюються настільки швидко, що їх неможливо розділити.
Імідазоли (англ. imidasoles) — ароматичні п'ятичленні гетероцикли (імідазол і його похідні), що містять в 1- та 3-положеннях атоми N, перший з яких, піридиновий, має вільну електронну паруі є нуклеофільним центром, а другий — пірольний, електронна пара якого залучена в ароматичний секстет. Сильні основи (для незаміщеного імідазолу рКа = 6.95), що утворюють солі, легко алкілюються, ацилюються.